# Cyrille Bonnand
Cyrille Bonnand (Albi, 5 de agosto de 70) es un deportista francés que compitió en ciclismo de montaña en la disciplina de campo a través. Ganó una medalla de bronce en el Campeonato Europeo de Ciclismo de Montaña de 1996.

## Medallero internacional
| Campeonato Europeo | Campeonato Europeo          | Campeonato Europeo | Campeonato Europeo |
| Año                | Lugar                       | Medalla            | Competición        |
| ------------------ | --------------------------- | ------------------ | ------------------ |
| 1996               | Bassano del Grappa (Italia) | Medalla de bronce  | Campo a través     |